# Punta Minuta
La Punta Minuta est un sommet montagneux du massif du Monte Cinto, en Corse. Elle s'élève à 2 556 mètres d'altitude, à la jonction amont des vallées de l'Asco (dans la Caccia), du Viro (dans le Niolo) et de la Cavicchia (dans le Filosorma).
Située à cheval sur les communes d'Asco, Albertacce et Manso, elle constitue le point culminant de la chaîne centrale, devant la Paglia Orba (2 525 m), la Maniccia (2 496 m) et le Monte Renoso (2 352 m).

## Toponymie
Sur les cartes du plan terrier de la Corse établies à la fin de l'Ancien Régime, le sommet apparaît sous le nom de Capo Jarghia Minuta, en cohérence avec le toponyme Ghiarghia Minuta (des mots corses ghjarghja signifiant « éboulis » et minutu signifiant « menu, fin ») donné à la partie la plus élevée du bassin versant de la Cavicchia, englobant le cirque des Cascettoni, sur les pentes occidentales du sommet. Plusieurs sources géographiques de la seconde moitié du XIXe siècle font référence au sommet sous le nom de Monte Arghiaminuta.
Le toponyme Punta Minuta résulte vraisemblablement d'une erreur de transcription des géographes au XIXe siècle qui a vu le toponyme du plan terrier Capo Jarghia Minuta reporté après altération sur la Punta Minuta et son sommet voisin, le Capu Larghia. Ces deux toponymes se sont imposés dans l'usage par la suite.
Sur les cartes du cadastre napoléonien des communes concernées (Albertacce, Asco et Manso) établies entre 1853 et 1879, l'actuelle Punta Minuta apparaît sous le nom de Capo al Calanchello, tandis que le Capu Larghia est nommé Capo al Portello. Le toponyme Capo al Calanchello (Capu à u Calanchellu) est également mentionné comme point de contact avec les communes d'Asco et d'Albertacce dans le procès-verbal de délimitation de la commune de Calenzana établi en 1782. À rapprocher du corse calanca signifiant « calanque, gorge », il apparaît comme le toponyme originel du sommet.

## Géographie

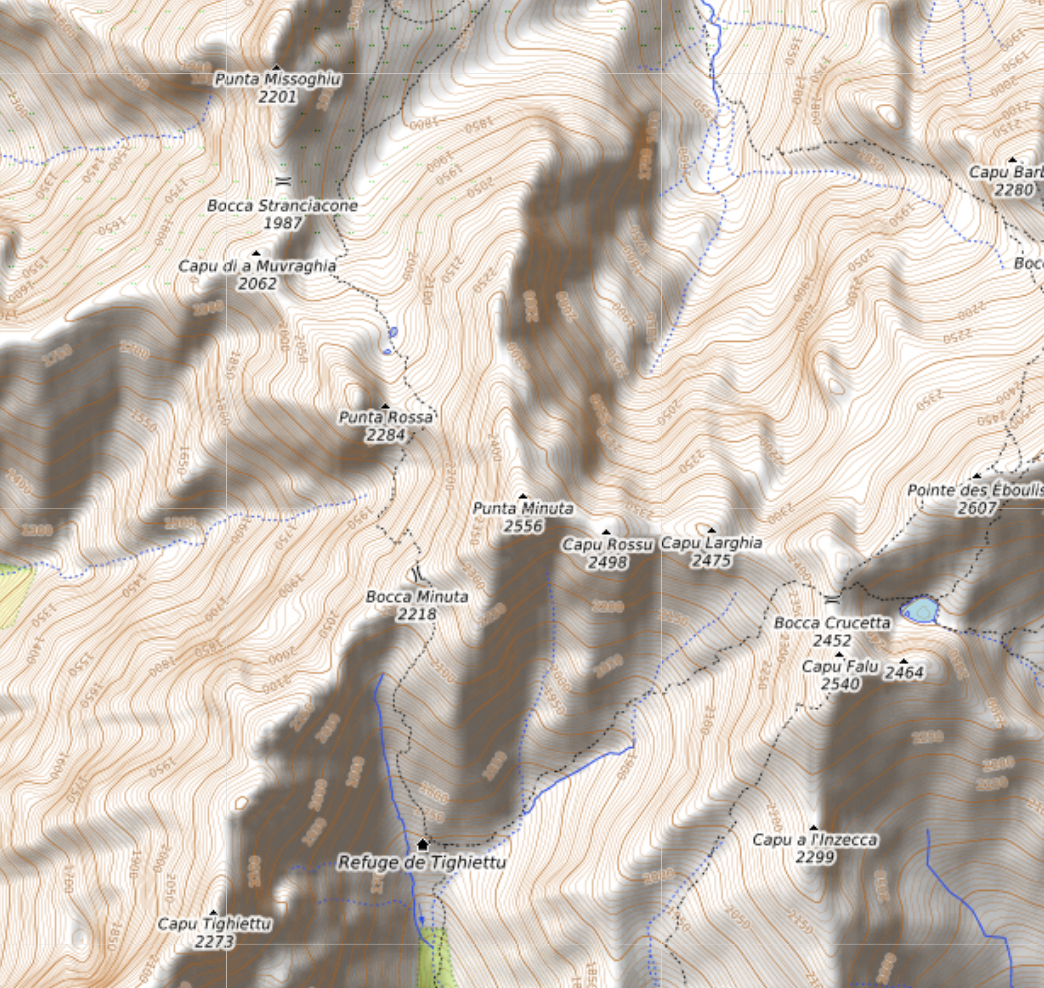
Carte topographique.

Avec ses 2 556 mètres d'altitude, la Punta Minuta est le point culminant du Filosorma et de la chaîne centrale. Sa silhouette en forme de pyramide aplatie aux arêtes acérées est reconnaissable depuis de nombreux points de l'île, essentiellement depuis la façade occidentale de la Corse (Calvi, Galéria, Barghiana, Piana, Calcatoggio, Villanova, Coti-Chiavari) mais ne se dévoile pas aux villages du Niolo et de la Caccia tous proches.
La Punta Minuta est précisément située à l'intersection de la chaîne centrale avec un contrefort orienté vers l'est qui s'élève jusqu'au Monte Cinto (2 706 m), point culminant de l'île. Elle domine au nord la Sarra à i Mori, littéralement « crête des Maures » (surnommée « Grande Barrière » par les randonneurs, du fait de son aspect longiligne et inaccessible). Cette étroite crête longue de 4 kilomètres constitue une limite naturelle entre le Filosorma à l'ouest et le Niolo à l'est et s'étend entre la Punta Minuta et la Paglia Orba. Elle culmine au Capu Ucellu (2 282 m) et reste sur toute sa longueur au-delà des 2 100 mètres d'altitude.

## Randonnées
L'accès au sommet de la Punta Minuta est malaisé et se termine en impressionnant parcours de crête quel que soit le versant emprunté. La voie normale emprunte la Bocca Rossa (accessible hors sentier depuis les refuges de Tighjettu et d'Ascu Stagnu) et escalade l'arête est. L'autre possibilité majeure passe par la Bocca Minuta (accessible depuis le refuge de Tighjettu par le GR20) et escalade l'arête sud.
La Punta Minuta est quasiment inaccessible au randonneur par son versant Filosorma (que le GR20 emprunte au niveau des Cascettoni).

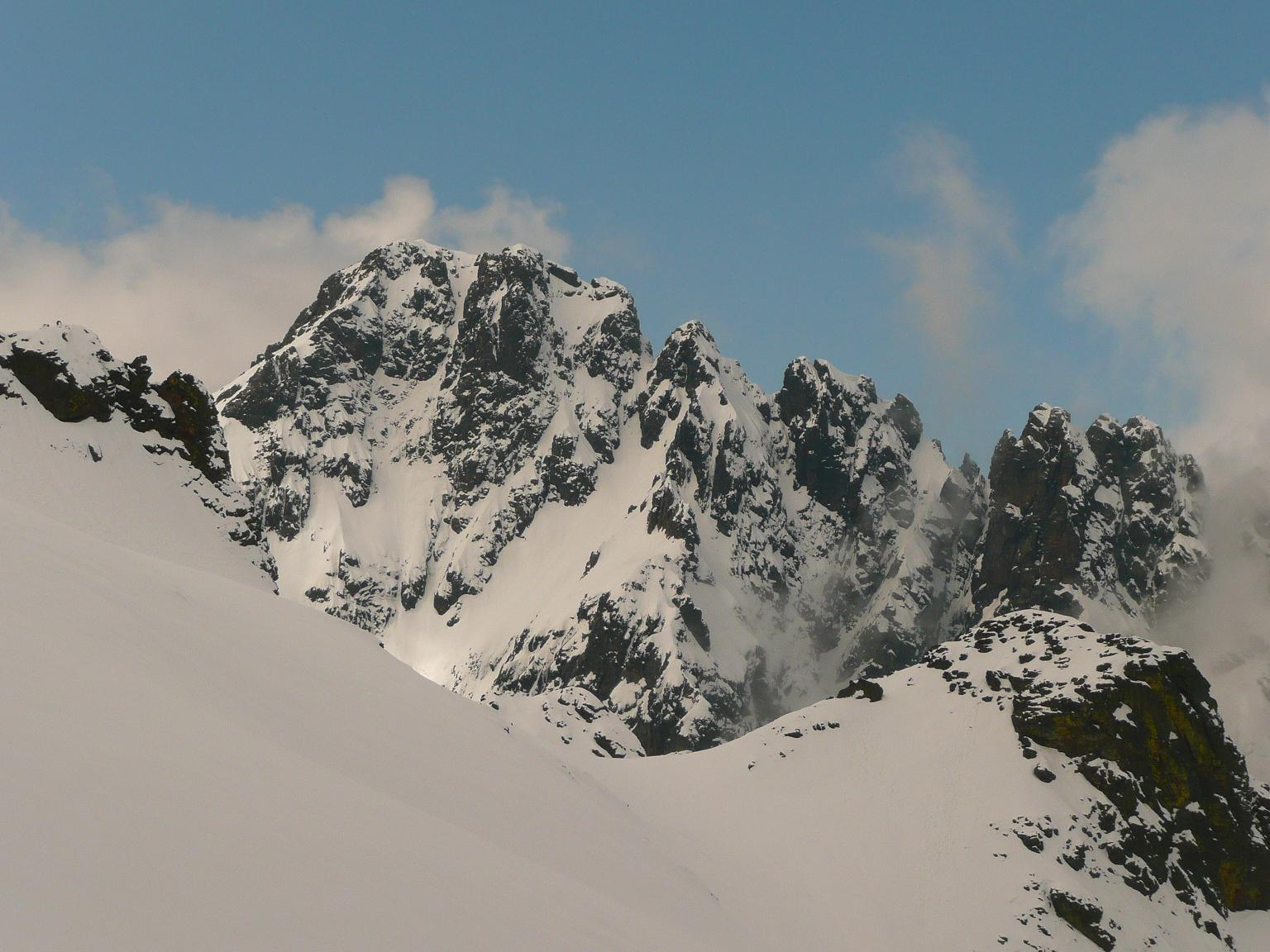
La face est de la Punta Minuta (depuis les pentes du Monte Cinto).
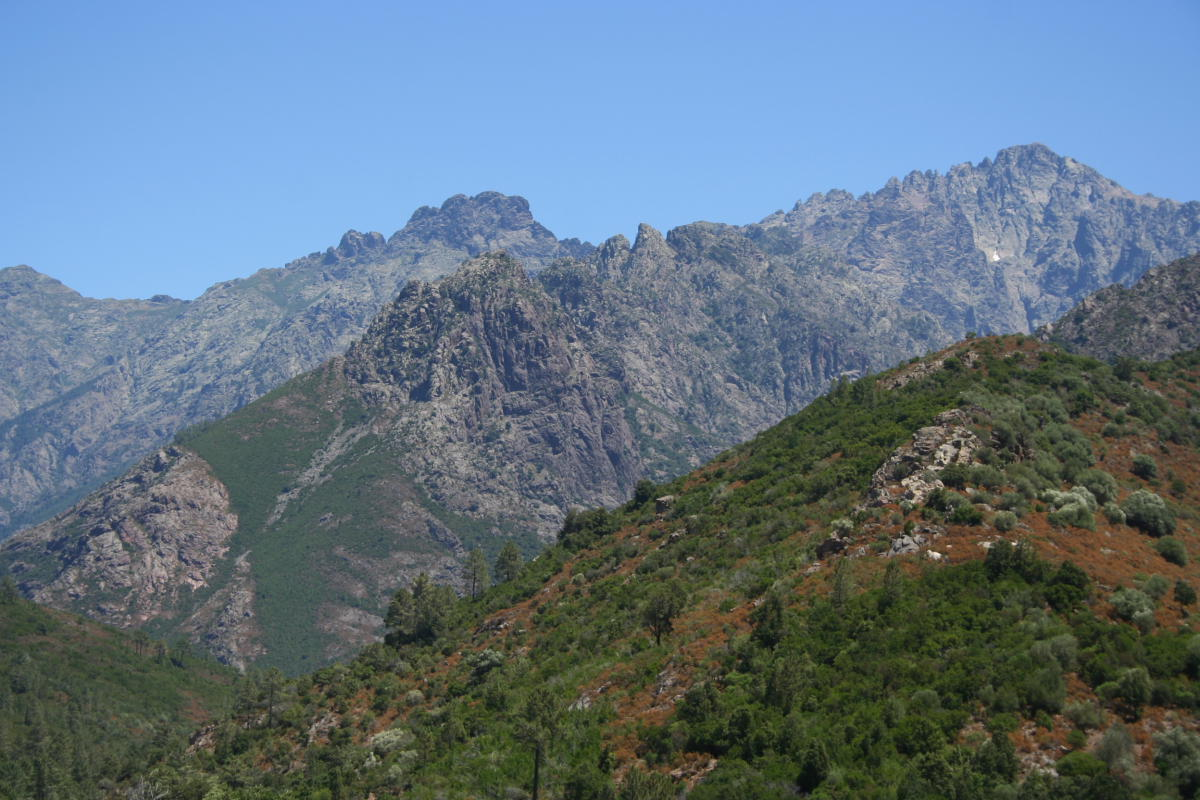
À droite, la face ouest de Punta Minuta (depuis Barghiana).
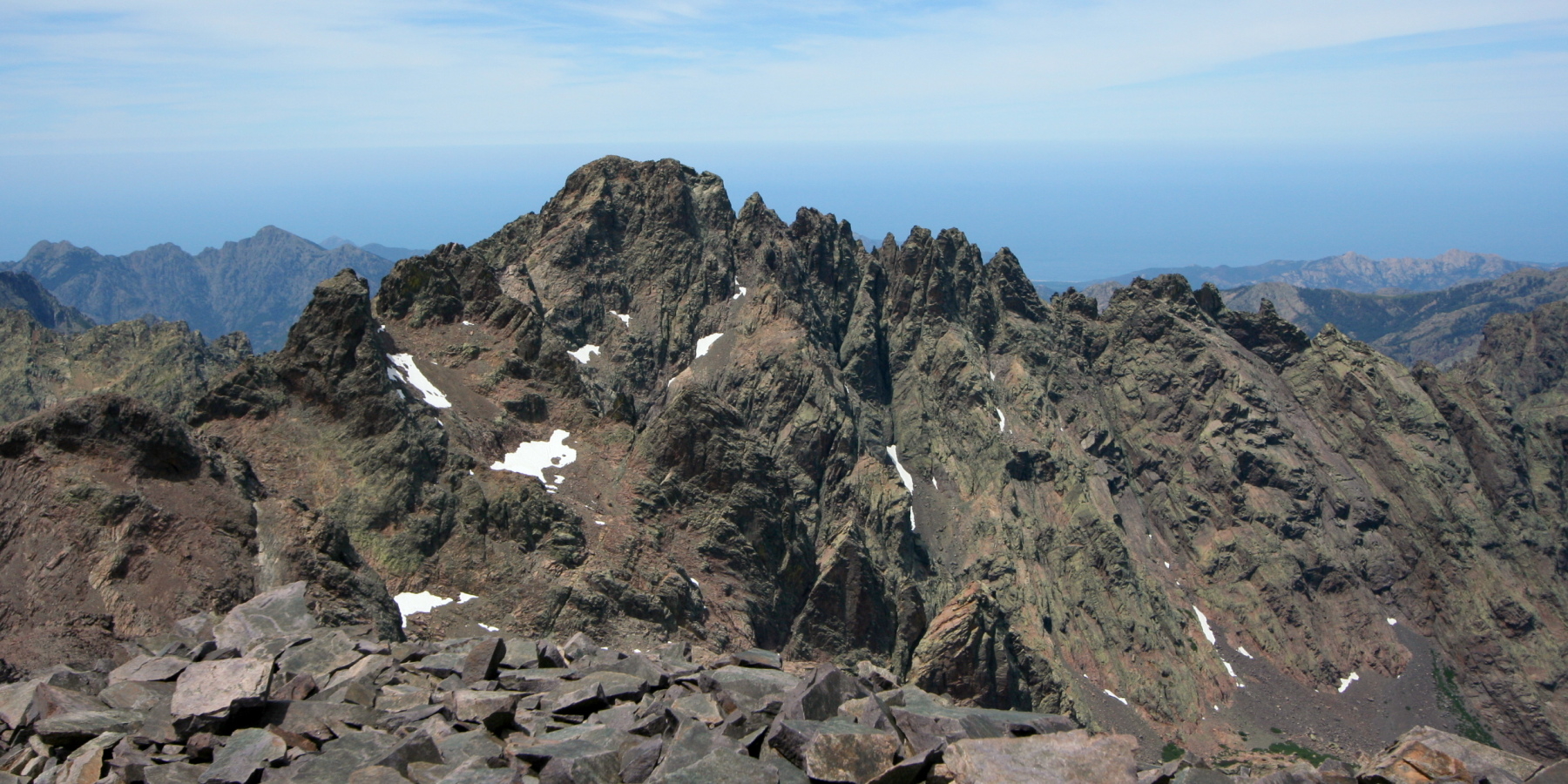
Vue de la Punta Minuta depuis les environs du Monte Cinto.
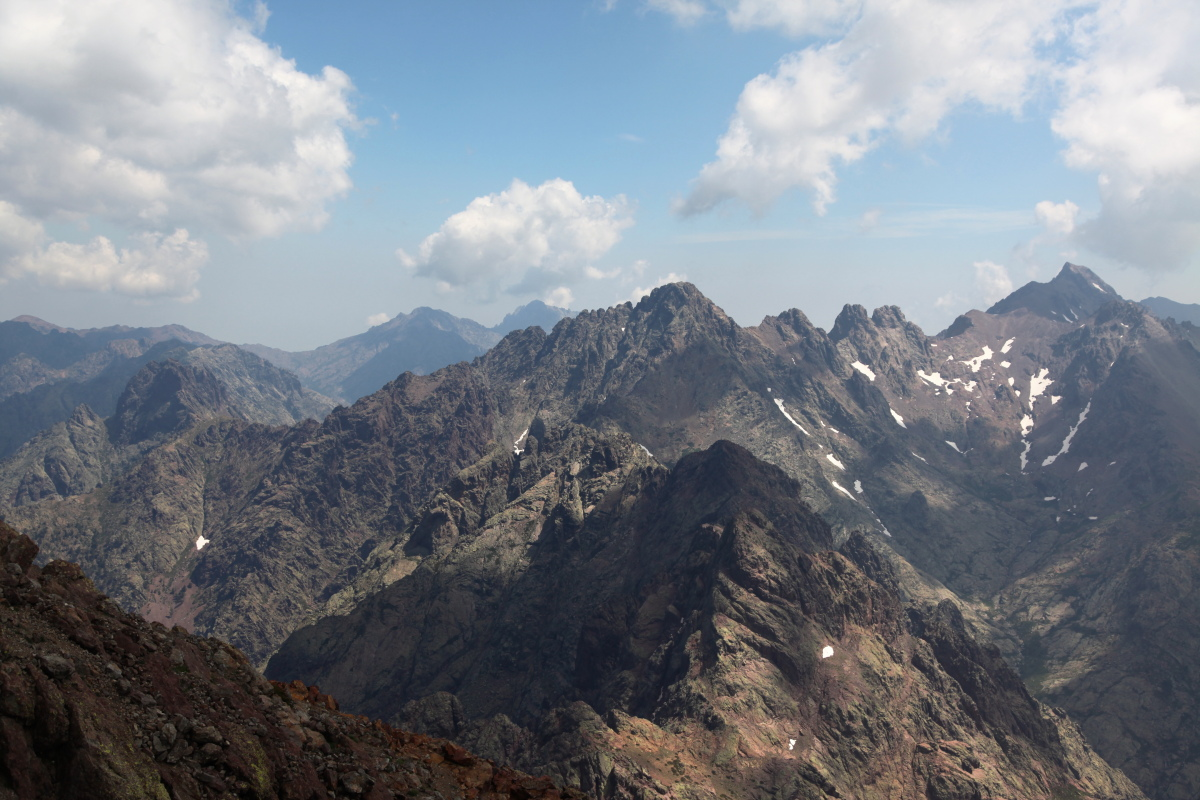
La face sud-ouest de Punta Minuta (depuis la Paglia Orba).
La face sud de la Punta Minuta (depuis la Punta Artica).